# Lagenorhynchus
Lagenorhynchus — рід ссавців родини дельфінових, що налічує 6 видів. Надають перевагу холодним водам Атлантичного і Тихого океанів, хоча й зустрічаються в тропіках. Три види живуть у північній, три в південній півкулі.

## Етимологія
грец. λάγυνος — «глек»; грец. ρυγχος — «писок».

## Морфологія
Голова і тіло довжиною 150–310 см, грудний плавець довжиною бл. 30 см, спинний плавець висотою до 50 см, хвіст 30—60 см. Більшість видів мають чорну чи сіру спину, світле черево й різноманітні смуги на боках.

## Поведінка
Всі види живуть в групах, які сильно відрізняються в розмірах: більшість включають шість або більше осіб, деякі можуть складатися з більше тисячі тварин. L. obliquidens і L. obscurus відомі тим, що в природних умовах виконують акробатичні стрибки, L. albirostris і L. acutus цього не роблять. Раціон складається в основному з риби (особливо оселедець, скумбрія, анчоус, хек), крім того, це головоногі молюски, ракоподібні та молюски.

## Життєвий цикл
Зазвичай народжується одне дитинча довжиною 90—125 см. Тривалість життя 20—30 років, один спійманий L. obliquidens як вважається мав вік 46 років.